# Venezuela en los Juegos Suramericanos
Venezuela no participó en los Juegos Suramericanos desde el principio, este se integró a los juegos a partir de la segunda edición que se realizó en Rosario en 1982. Venezuela con el pasar del tiempo cada vez ha mejorado su puesto en el medallero logrando ocupar el segundo puesto en tres ediciones diferentes superado por Argentina, Brasil o Colombia.
El país está representado ante los Juegos Suramericanos por el Comité Olímpico de Venezuela y fue sede de la quinta edición del evento deportivo en 1994, es actualmente el tercer país con más medallas de la historia.

## Delegación
Para los IX Juegos Suramericanos Medellín 2010, Venezuela envió la mayor delegación de su historia hasta el momento con un total de 451 deportistas acreditados, superada por Argentina, Brasil, Chile y Colombia en los juegos. De esta manera Venezuela superó los 360 deportistas que representaron al país en Buenos Aires 2006.

## Medallero histórico
Tras la culminación de los juegos de Buenos Aires 2006, el Comité Ejecutivo de la Organización Deportiva Suramericana - ODESUR, en reunión en Buenos Aires con la Unión Panamericana de Judo, revisó las anormalidades que fueron señaladas al Comité Olímpico de Venezuela durante las competiciones del Judo en los Juegos Suramericanos de 2006. De esta manera se decidió eliminar parte de las evaluaciones realizadas en las competiciones por no ajustarse a la realidad competitiva del momento y se promovió el correspondiente cambio de medallas.
Fuente: Organización Deportiva Suramericana
Leyenda
     Ganador
     Segundo puesto
     Tercer puesto
     Cuarto puesto
     Último puesto
| Año  | País                 | Sede              | Posición     | Oro          | Plata        | Bronce       | Total        |
| ---- | -------------------- | ----------------- | ------------ | ------------ | ------------ | ------------ | ------------ |
| 1978 | Bandera de Bolivia   | La Paz            | No participó | No participó | No participó | No participó | No participó |
| 1982 | Bandera de Argentina | Rosario           | 7/10         | 8            | 3            | 13           | 24           |
| 1986 | Bandera de Chile     | Santiago de Chile | 10/10        | 0            | 1            | 0            | 1            |
| 1990 | Bandera de Perú      | Lima              | 5/10         | 27           | 22           | 15           | 64           |
| 1994 | Bandera de Venezuela | Valencia          | 2/14         | 76           | 65           | 65           | 206          |
| 1998 | Bandera de Ecuador   | Cuenca            | 4/14         | 50           | 47           | 29           | 126          |
| 2002 | Bandera de Brasil    | Brasil            | 2/14         | 97           | 70           | 64           | 231          |
| 2006 | Bandera de Argentina | Buenos Aires      | 4/15         | 96           | 85           | 97           | 278          |
| 2010 | Bandera de Colombia  | Medellín          | 3/15         | 89           | 80           | 96           | 265          |
| 2014 | Bandera de Chile     | Santiago de Chile | 3/14         | 47           | 40           | 63           | 150          |
| 2018 | Bandera de Bolivia   | Cochabamba        | 3/14         | 43           | 59           | 55           | 157          |
| 2022 | Bandera de Paraguay  | Asunción          | 5/14         | 31           | 43           | 57           | 131          |

## Desempeño
Venezuela ocupó su mejor posición en tres oportunidades cuando obtuvo el segundo lugar, lo cual ocurrió en los juegos de Valencia 1994 cuando Venezuela fue sede y en Brasil 2002. En los juegos de Buenos Aires 2006, obtuvo el mayor número de medallas en la historia de los juegos con un total de 278 preseas. En el mismo año, obtuvo el mayor número de medallas de oro ganadas en unos juegos con un total de 96 unidades doradas. 

### IXJuegos Suramericanos de 2010
Los deportistas por país más destacados que conquistaron más de una medalla en las competiciones deportivas realizadas en Medellín, Colombia de la novena edición de los juegos fueron:
| Clasificación del País | Clasificación del Total | Deportista        | País      | Disciplina    |   |   |   | Total |
| 1                      | 12                      | Luzmary Guedez    | Venezuela | Tiro con arco | 4 | 2 | 0 | 6     |
| 2                      | 17                      | Crox Acuña        | Venezuela | Natación      | 4 | 1 | 0 | 5     |
| 3                      | 18                      | Jessica López     | Venezuela | Gimnasia      | 4 | 0 | 1 | 5     |
| 4                      | 19                      | Editzy Pimentel   | Venezuela | Tiro olímpico | 4 | 0 | 0 | 4     |
| 5                      | 29                      | Albert Subirats   | Venezuela | Natación      | 3 | 1 | 1 | 5     |
| 6                      | 53                      | Olga Lucía Bosch  | Venezuela | Tiro con arco | 2 | 2 | 1 | 5     |
| 7                      | 59                      | Leiyineth Medrano | Venezuela | Gimnasia      | 2 | 1 | 1 | 4     |
| 7                      | 59                      | Sánchez Michelle  | Venezuela | Gimnasia      | 2 | 1 | 1 | 4     |

A pesar de que Venezuela obtuvo siete medallas de oro menos que en los juegos de Buenos Aires 2006, el Comité Olímpico de Venezuela consideró que las expectativas fueron cumplidas. El comité consideró que el cambio en la normativa que se presentó en la disciplina de Levantamiento de Pesas en la novena edición de los juegos fue causante de los resultados finales de la delegación. Además fue reclamado la realización de competiciones de disciplinas deportivas con tres países únicamente cuando el mínimo debería ser cinco países.